# Бэринг, Роуленд, 3-й граф Кромер
Роуленд Баринг, 3-й граф Кромер (Джордж Роуленд Стэнли Бэринг, англ. George Rowland Stanley Baring; 28 июля 1918 — 16 марта 1991, Лондон) — британский банкир и дипломат, подполковник. Входил в Тайный совет Великобритании с 1966 года.

## Биография
Сын 2-го графа Кромера и Руби Эллиот-Мюррей-Кининмонд, дочери 4-го графа Минто.
В 1931—1935 годах третий почётный паж короля Георга V.
Учился в Итоне и Тринити-колледже Кембриджского университета.
В 1948—1960 годах — управляющий директор Barings Bank.
В 1961 году — заместитель мэра Лондона (Lieutenant of the City of London).
В 1961—1966 годах — управляющий Банком Англии.
В 1966—1971 годах — управляющий директор Barings Bank.
В 1971—1974 годах — посол Великобритании в США.
954-й рыцарь ордена Подвязки (23.04.1977). Рыцарь Великого Креста ордена Святого Михаила и Святого Георгия (1974). Кавалер ордена Британской империи (1945).

Был женат с 10 января 1942 на Esme Mary Gabriel Harmsworth, второй дочери en:Esmond Harmsworth, 2nd Viscount Rothermere. С 1993 года был женат на Capt (Renier) Gerrit Anton van der Voude.